# Polydactylus oligodon
Polydactylus oligodon és una espècie de peix pertanyent a la família dels polinèmids.

## Descripció
- Pot arribar a fer 46 cm de llargària màxima[6] (normalment, en fa 25)[7] i 620 g de pes.[8]
- 9 espines i 12 radis tous a l'aleta dorsal i 3 espines i 13 radis tous a l'anal.[9]

## Hàbitat
És un peix d'aigua marina i salabrosa, demersal i de clima tropical (29°N-25°S, 81°W-34°W), el qual viu al llarg de les costes sorrenques i fangoses.

## Distribució geogràfica
Es troba a l'Atlàntic occidental: des del sud de Florida fins a Santos (el Brasil). És absent del golf de Mèxic i de l'oest del mar Carib.

## Observacions
És inofensiu per als humans i no té una gran importància comercial.